# به جونگ-اوک
به جونگ-اوک (انگلیسی: Bae Jong-ok؛ زادهٔ ۱۳ مهٔ ۱۹۶۴) بازیگر سینما اهل کره جنوبی است. وی از سال ۱۹۸۵ میلادی تاکنون مشغول فعالیت بوده‌است. از فیلم‌ها یا مجموعه‌های تلویزیونی که وی در آنها ایفای نقش کرده است می‌توان به خانواده مهربان اشاره کرد.

## مجموعه تلویزیونی
- ۱۹۸۶ بادآورده
- ۱۹۸۸ سون شیم
- ۱۹۹۰ اگر شکوفه‌ها گریه می‌کردند
- ۱۹۹۰ بهشت ما
- ۱۹۹۲ بهشت ما ۲
- ۱۹۹۵ هتل
- ۱۹۹۵ جنگ و عشق‌
- ۱۹۹۵ مردان حمام
- ۱۹۹۶ چرا طلاق نه؟
- ۱۹۹۷ دریای آرزو
- ۱۹۹۷ زن همسایه
- ۱۹۹۷ چون دوست دارم
- ۱۹۹۸ دروغ
- ۲۰۰۰ سرزمین وانگ رانگ
- ۲۰۰۰ مثل آب باران
- ۲۰۰۰ عشق احمقانه
- ۲۰۰۱ قلب‌های نازک
- ۲۰۰۲ مرد در بحران
- ۲۰۰۳ در حالی که در رویا بودی
- ۲۰۰۴ زیباتر از گل
- ۲۰۰۵ قلب‌های تپنده
- ۲۰۰۶ خداحافظ سولو
- ۲۰۰۷ معشوقه همسرم
- ۲۰۰۷ سوالاتی که ما را خوشحال می‌کند
- ۲۰۰۸ زن زیبای بی همتا، پارک یونگ گیوم
- ۲۰۰۸ دنیای درون
- ۲۰۱۰ سرزمین آهن
- ۲۰۱۱ گل کدوتنبل
- ۲۰۱۲ براوو عشق من
- ۲۰۱۳ بادی که در آن زمستان وزید
- ۲۰۱۳ مامان شگفت‌انگیز
- ۲۰۱۴ قول ۱۲ ساله
- ۲۰۱۵ جاسوس
- ۲۰۱۵ آدامس بادکنکی
- ۲۰۱۶ هیولا
- ۲۰۱۷ زن ناشناخته
- ۲۰۱۸ زندگی
- ۲۰۱۹ بازمانده برگزیده: ۶۰ روز
- ۲۰۱۹ خانواده مهربان
- ۲۰۲۰ آقای ملکه
- ۲۰۲۱ بازرس مخفی سلطنتی و جوی
- ۲۰۲۲ زندگی دوباره من
- ۲۰۲۳ در اشتیاق دیدار تو
- ۲۰۲۴ بلک اوت